# Пучины (Брестская область)
Пучи́ны (бел. Пучыны) — деревня в Пинском районе Брестской области Беларуси. В составе Лыщенского сельсовета. Расположена в 12 км от автодороги Ганцевичи — Логишин (Р-105) и в 50 км от города Пинск. По переписи населения 2019 года в деревне насчитывалось 310 жителей.

## История
- XIX век — фольварк находится в собственности Абрамовичей
- Начало XX века — селение находится в собственности дворянина Петра Юрьевича. Тогда деревню составляли 14 дворов, проживало 50 человек

## Культура
- Музей ГУО «Пучинская базовая школа» Пинского района

## Достопримечательности
- Могила неизвестного советского солдата, погибшего в годы Великой Отечественной войны, имеющая статус историко-культурной ценности.